# هاچیئوجی، توکیو

نقشهٔ هاچی‌اوجی واقع در ناحیهٔ تامای توکیو

هاچی‌اوجی (به ژاپنی: 八王子市 Hachioji) به یکی از بخش‌های منطقه تامای توکیو، پایتخت ژاپن گفته می‌شود. مساحت هاچی‌اوجی ۱۸۶٬۳۱ کیلومتر مربع است. از نظر جمعیتی بدون احتساب مناطق ویژه توکیو هاچی‌اوجی در میان شهر و روستاهای توکیو رتبهٔ نخست را بخود اختصاص داده‌است. در حال حاضر اتوبان شماره ۱۶ که از یوکوهاما تا کاواگوئه‌شی امتداد دارد، اتوبان شماره ۲۰ که از قلب توکیو تا شی‌اوجیری در استان ناگانو کشیده شده‌است و اتوبان شماره ۴۱۱، از هاچی‌اوجی رد می‌شوند. همچنین در این منطقه دو شرکت راه‌آهن جی‌آر، خط چواوهونسن و شرکت راه آهن کیئو، خط کیئو نیز ایستگاه دارند.

## نگارخانه

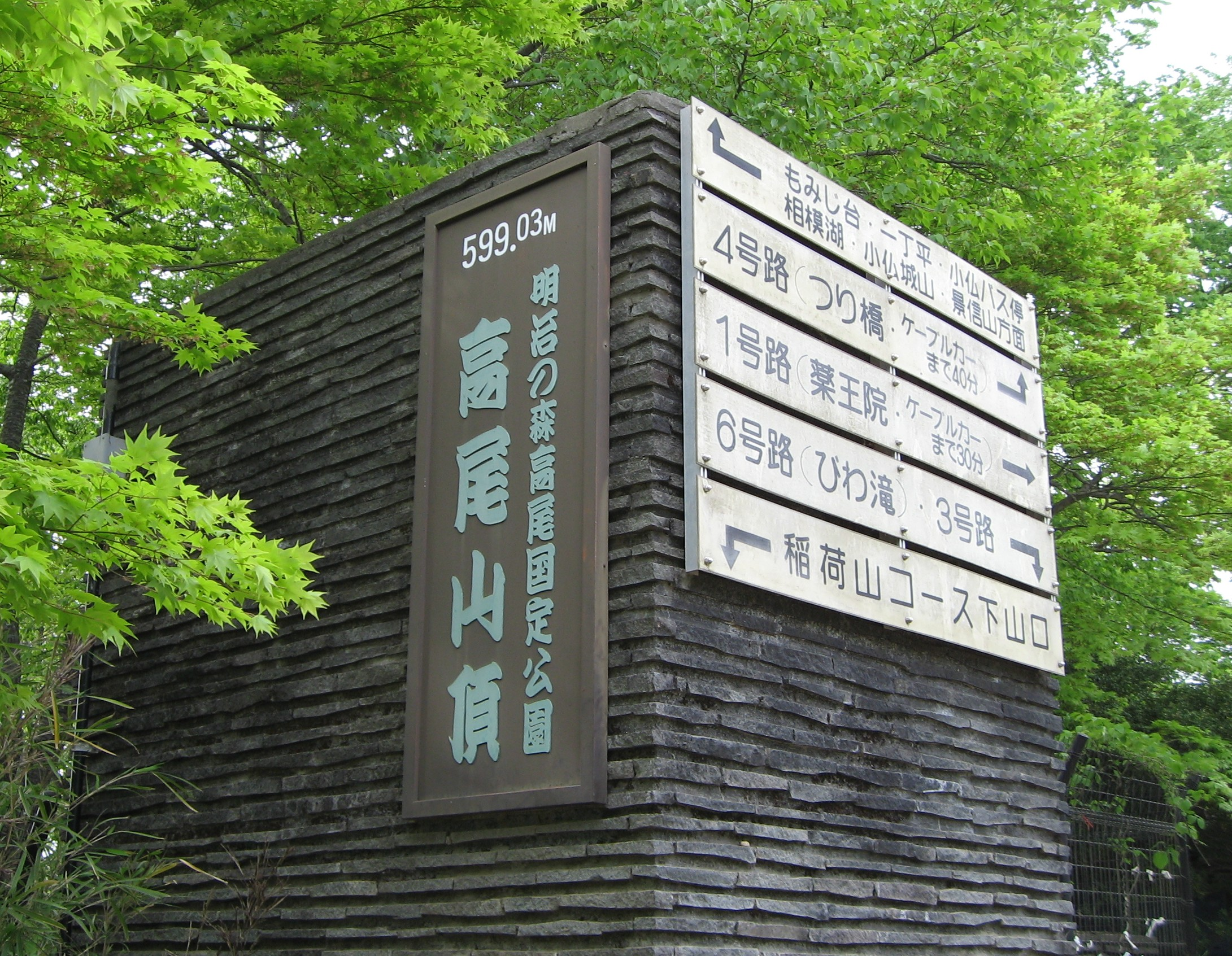
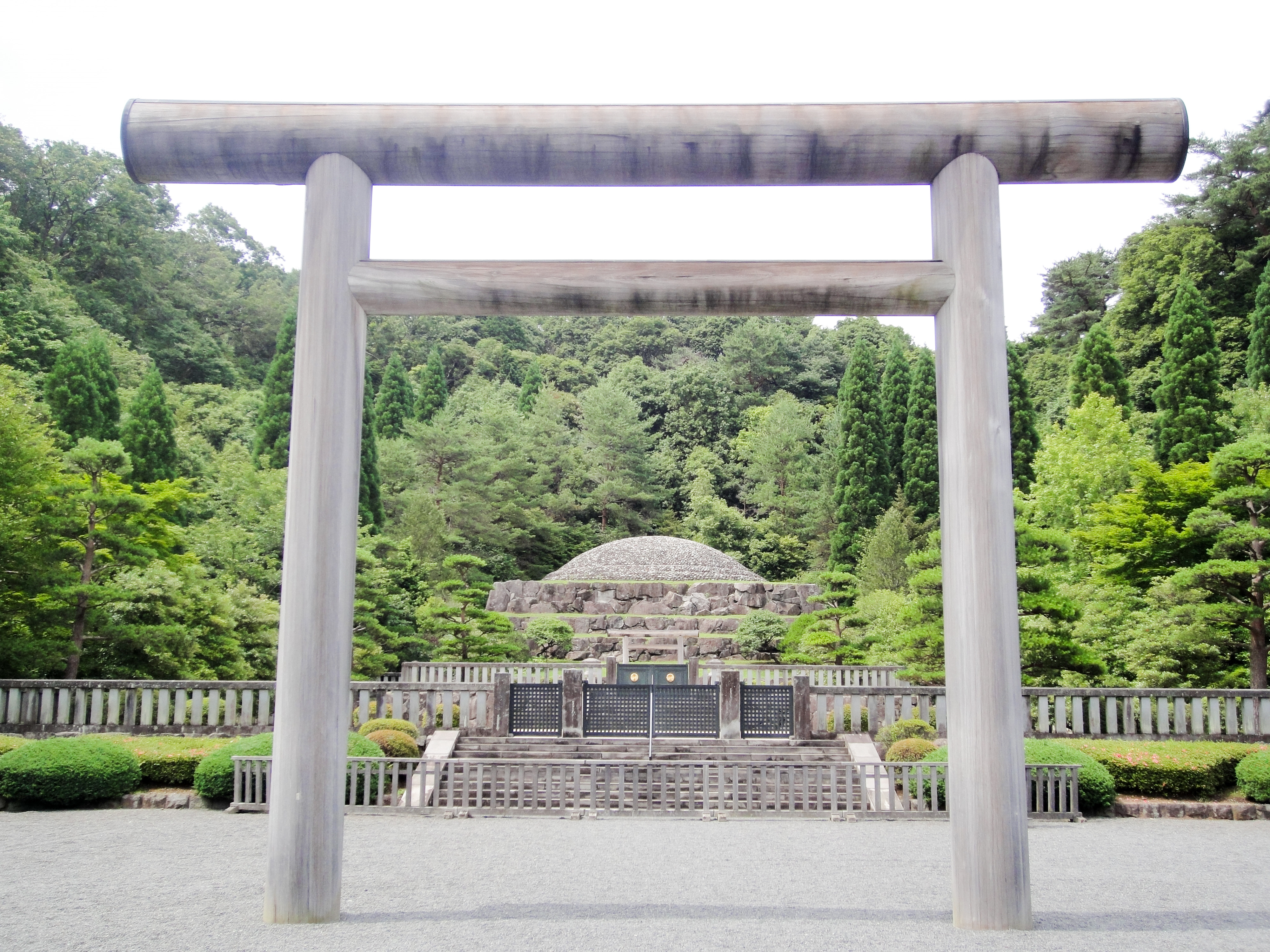
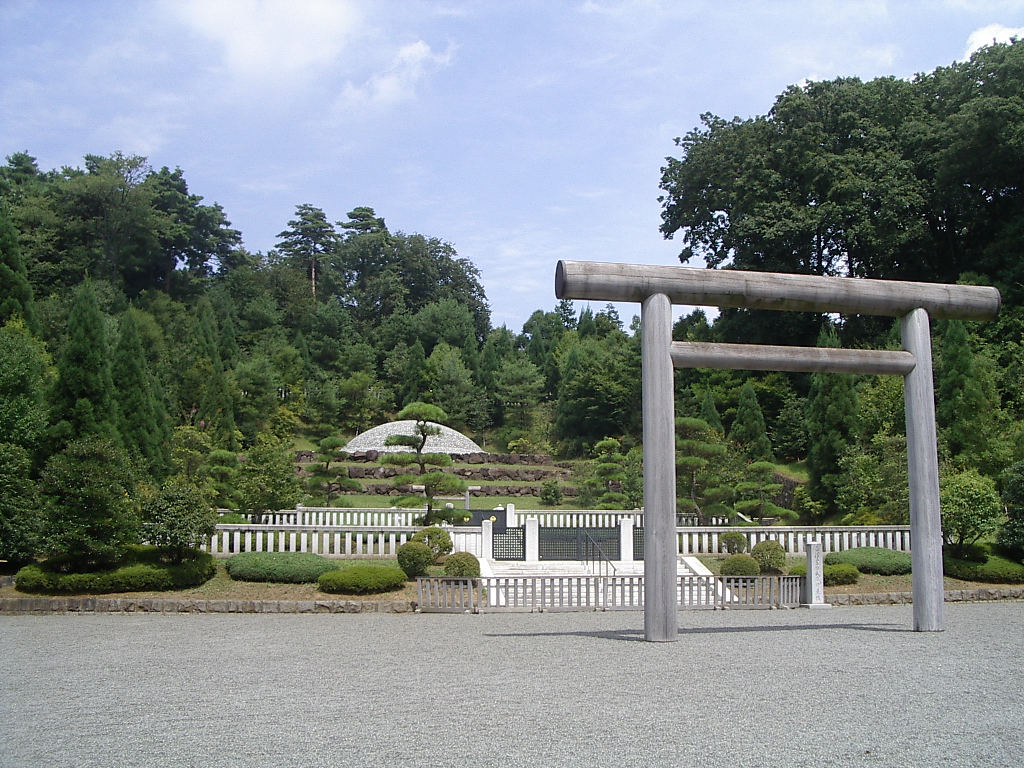

## کوه‌های هاچی‌اوجی
- کوه تاکائو
- کوه جینبا